# Großsteingrab Hjortegårdene 3
Das Großsteingrab Hjortegårdene 3 war eine megalithische Grabanlage der jungsteinzeitlichen Nordgruppe der Trichterbecherkultur im Kirchspiel Draaby in der dänischen Kommune Frederikssund. Es wurde im 19. oder frühen 20. Jahrhundert zerstört.

## Lage
Das Grab befand sich in Hjortegårde an der Stelle des heutigen Hauses Drosselvej 17. In der näheren Umgebung gibt bzw. gab es zahlreiche weitere megalithische Grabanlagen.

## Forschungsgeschichte
Im Jahr 1873 führten Mitarbeiter des Dänischen Nationalmuseums eine Dokumentation der Fundstelle durch. Bei einer weiteren Dokumentation im Jahr 1942 waren keine baulichen Überreste mehr auszumachen.

## Beschreibung
Die Anlage besaß eine runde Hügelschüttung mit einem Durchmesser von etwa 14 m und einer Höhe von 1,5 m. Über eine mögliche steinerne Umfassung ist nichts bekannt. In der Mitte des Hügels waren 1873 noch einige Steine zu erkennen, bei denen es sich wahrscheinlich um Reste der Grabkammer handelte. Der Erhaltungszustand war aber bereits so schlecht, dass sich Maße, Orientierung und Typ der Kammer nicht mehr bestimmen ließen.